# Rishi Sunak
Rishi Sunak (Southampton, 12 de maio de 1980) é um político britânico e líder do Partido Conservador até novembro de 2024, que foi primeiro-ministro do Reino Unido entre outubro de 2022 e julho de 2024. Foi também Chanceler do Tesouro de 2020 a 2022 e Secretário-Chefe do Tesouro de 2019 a 2020. Como integrante de seu partido, é membro do Parlamento (MP), representando Richmond, North Yorkshire de 2015 a 2024 e Richmond e Northallerton desde 2024.
Nascido em Southampton, filho de pais indianos que emigraram da África Oriental, Sunak foi educado no Winchester College. Posteriormente, estudou filosofia, política e economia no Lincoln College, em Oxford, e mais tarde obteve um MBA da Universidade de Stanford como bolsista do programa Fulbright. Enquanto estudava em Stanford, ele conheceu sua futura esposa Akshata Murty, filha de NR Narayana Murthy, o empresário bilionário indiano que fundou a Infosys. Depois de se formar, trabalhou no Goldman Sachs e depois como sócio do fundo de hedge The Children's Investment Fund Management e Theleme Partners.
Eleito para Richmond (Yorks) nas eleições gerais de 2015, atuou no segundo governo de Theresa May como Subsecretário de Estado Parlamentar para o Governo Local. Ele votou três vezes a favor do acordo de retirada do Brexit. Depois que May renunciou, Sunak apoiou a campanha de Boris Johnson para se tornar líder do Partido Conservador.
Depois de Johnson ter sido eleito e nomeado primeiro-ministro, ele nomeou Sunak como Secretário-chefe do Tesouro em julho de 2019. Em fevereiro do ano seguinte, Sunak substituiu Sajid Javid como Chanceler do Tesouro após a renúncia deste. Como Chanceler, Sunak foi uma das peças principais na resposta do governo britânico a crise financeira gerada pela Pandemia de COVID-19. Após o escândalo Partygate, ele se tornou o primeiro Chanceler do Tesouro na história do Reino Unido ter recebido uma penalidade por infringir uma lei enquanto estava no cargo após ter sido emitido um aviso por ter quebrado as regras relacionados ao isolamento e lockdowns do COVID. Em 5 de julho de 2022, Rishi Sunak renunciou ao cargo de Chanceler citando diferenças de política econômica entre ele e Johnson em sua carta de demissão. Sua renúncia levou a um êxodo em massa de ministros do governo Johnson, culminando na própria renúncia do primeiro-ministro.
Em 8 de julho de 2022, Sunak anunciou que estava se candidatando para tomar a posição de Johnson como líder do Partido Conservador. Em 20 de julho, ele foi o mais votado dentre os parlamentares conservadores e então foi enfrentar Liz Truss, na eleição geral de liderança do partido que foi realizada em 5 de setembro, mas acabou perdendo.  Nas eleições de outubro após a renúncia de Liz Truss, Sunak declarou a sua candidatura à liderança do Partido Conservador e portanto Primeiro-Ministro do Reino Unido. Em 24 de outubro de 2022, acabou por ser o escolhido pelos deputados do seu partido como único candidato para suceder a Truss, com as desistências de Johnson e de Penny Mordaunt.
Sunak foi o primeiro político principal do Reino Unido a entrar na lista dos mais ricos do Sunday Times, com uma fortuna de 730 milhões de libras.

## Primeiros anos
Sunak nasceu em 12 de maio de 1980 em Southampton de pais hindus nascidos na África de ascendência indiana Punjabi, Yashvir e Usha Sunak. Ele é o mais velho de três irmãos. Seu pai nasceu e foi criado na Colônia e Protetorado do Quênia (atual Quénia), enquanto sua mãe nasceu em Tanganyika (que mais tarde se tornou parte da Tanzânia). Seus avós nasceram na província de Punjab, Índia britânica, e migraram da África Oriental com suas famílias para o Reino Unido na década de 1960. Seu avô paterno, Ramdas Sunak, era de Gujranwala (no atual Paquistão) e se mudou para Nairóbi em 1935 para trabalhar como balconista, onde se juntou a sua esposa Suhag Rani Sunak de Delhi em 1937. Seu avô materno, Raghubir Sain Berry MBE, trabalhou em Tanganyika como fiscal e teve um casamento arranjado com Sraksha, de 16 anos, nascida em Tanganyika, com quem teve três filhos, e a família se mudou para o Reino Unido em 1966, financiada por Sraksha vendendo suas jóias de casamento. Na Grã-Bretanha, Raghubir Berry juntou-se ao Inland Revenue e, como colecionador, foi nomeado Membro da Ordem do Império Britânico (MBE) na lista de Honras de Aniversário de 1988. Yashvir era um clínico geral e Usha era um farmacêutico, que administrava uma farmácia local.
Sunak frequentou a Stroud School, uma escola preparatória em Romsey, Hampshire, e o Winchester College, um internato independente para meninos, onde foi monitor-chefe. Ele era garçom em uma casa de curry em Southampton durante suas férias de verão. Ele estudou Filosofia, Política e Economia (PPE) no Lincoln College, Oxford, graduando-se pela primeira vez em 2001. Durante seu tempo na universidade, ele realizou um estágio na Sede da Campanha Conservadora. Em 2006, ele obteve um MBA da Universidade de Stanford, onde foi bolsista da Fulbright.

## Biografia

### Carreira empresarial (2001–15)
Sunak trabalhou como analista do banco de investimentos Goldman Sachs entre 2001 e 2004. Ele então trabalhou para a empresa de gestão de fundos de hedge Children's Investment Fund Management, tornando-se sócio em setembro de 2006. Ele saiu em novembro de 2009 para se juntar a ex-colegas na Califórnia em uma nova empresa de fundos de hedge, Theleme Partners, lançada em outubro de 2010 com US$ 700 milhões sob gestão. Em ambos os fundos de hedge, seu chefe era Patrick Degorce. Ele também foi diretor da empresa de investimentos Catamaran Ventures, de propriedade de seu sogro, o empresário indiano N. R. Narayana Murthy entre 2013 e 2015.

### Carreira Política (2015–presente)

#### Membro do Parlamento (2015–18)

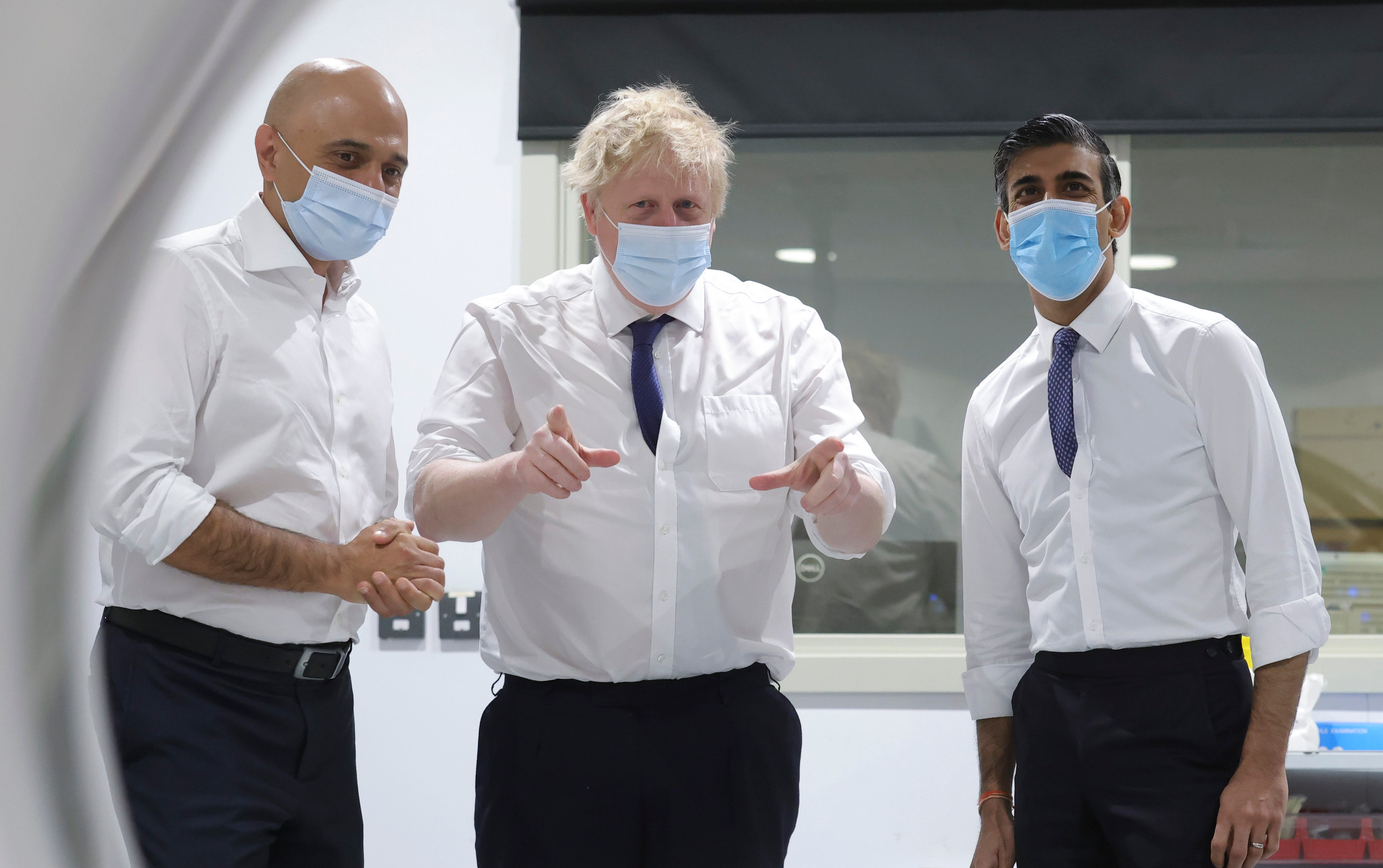
Rishi Sunak com o Secretário de Saúde Sajid Javid e o então primeiro-ministro Boris Johnson, em 2022

Sunak foi selecionado como candidato conservador para Richmond (Yorks) em outubro de 2014, derrotando Wendy Morton. O assento foi ocupado anteriormente por William Hague, ex-líder do partido, secretário de Relações Exteriores e primeiro secretário de Estado. O assento é uma das cadeiras conservadoras mais seguras no Reino Unido e é ocupado pelo partido há mais de 100 anos. No mesmo ano, Sunak foi chefe da Unidade de Pesquisa Black and Minority Ethnic (BME) do centro-direita Policy Exchange, para o qual ele co-escreveu um relatório sobre as comunidades BME no Reino Unido. Ele foi eleito deputado pelo distrito eleitoral nas eleições gerais de 2015 com uma maioria de 19 550 (36,2%). Durante o parlamento de 2015-2017, ele foi membro do Comitê Seleto de Meio Ambiente, Alimentação e Assuntos Rurais.
Sunak apoiou o Brexit (o Reino Unido deixando a União Europeia) no referendo de adesão à UE de junho de 2016. Naquele ano, ele escreveu um relatório para o Center for Policy Studies (um think tank thatcherita) apoiando o estabelecimento de portos livres após o Brexit, e no ano seguinte escreveu um relatório defendendo a criação de um mercado de títulos de varejo para pequenas e médias empresas.
Sunak foi reeleito nas eleições gerais de 2017, com uma maioria aumentada de 23 108 (40,5%). Ele atuou como subsecretário de estado parlamentar para o governo local entre janeiro de 2018 e julho de 2019. Sunak votou a favor do acordo de retirada do Brexit da então primeira-ministra Theresa May em todas as três ocasiões e votou contra um segundo referendo sobre qualquer acordo de retirada.
Sunak apoiou Boris Johnson na eleição de liderança do Partido Conservador em 2019 e co-escreveu um artigo no jornal The Times com os colegas deputados Robert Jenrick e Oliver Dowden para defender Johnson durante a campanha em junho.

#### Secretário-chefe do Tesouro (2018–19)
Sunak foi nomeado secretário-chefe do Tesouro pelo primeiro-ministro Boris Johnson em 24 de julho de 2019, servindo sob o chanceler Sajid Javid. Ele se tornou um membro do Conselho Privado no dia seguinte.
Sunak foi reeleito nas eleições gerais de 2019 com uma maioria aumentada de 27 210 (47,2%). Durante a campanha eleitoral, Sunak representou os conservadores nos debates eleitorais de sete vias da BBC e da ITV.

#### Chanceler do Tesouro (2020–22)
Nas semanas anteriores à nomeação de Sunak como chanceler do Tesouro, coletivas de imprensa sugeriram que um novo ministério econômico liderado por Sunak poderia ser estabelecido para reduzir o poder e a influência do chanceler Javid no Tesouro. Sunak era considerado um leal a Johnson, favorecido pelo conselheiro-chefe de Johnson, Dominic Cummings, e era visto como a "estrela em ascensão" que habilmente representou Johnson durante os debates eleitorais de 2019. Em fevereiro de 2020, o The Guardian informou que Javid permaneceria em seu papel como chanceler e que Sunak permaneceria secretário-chefe do Tesouro, para que Cummings pudesse "ficar de olho" em Javid.

#### Liderança do Partido Conservador (2022)

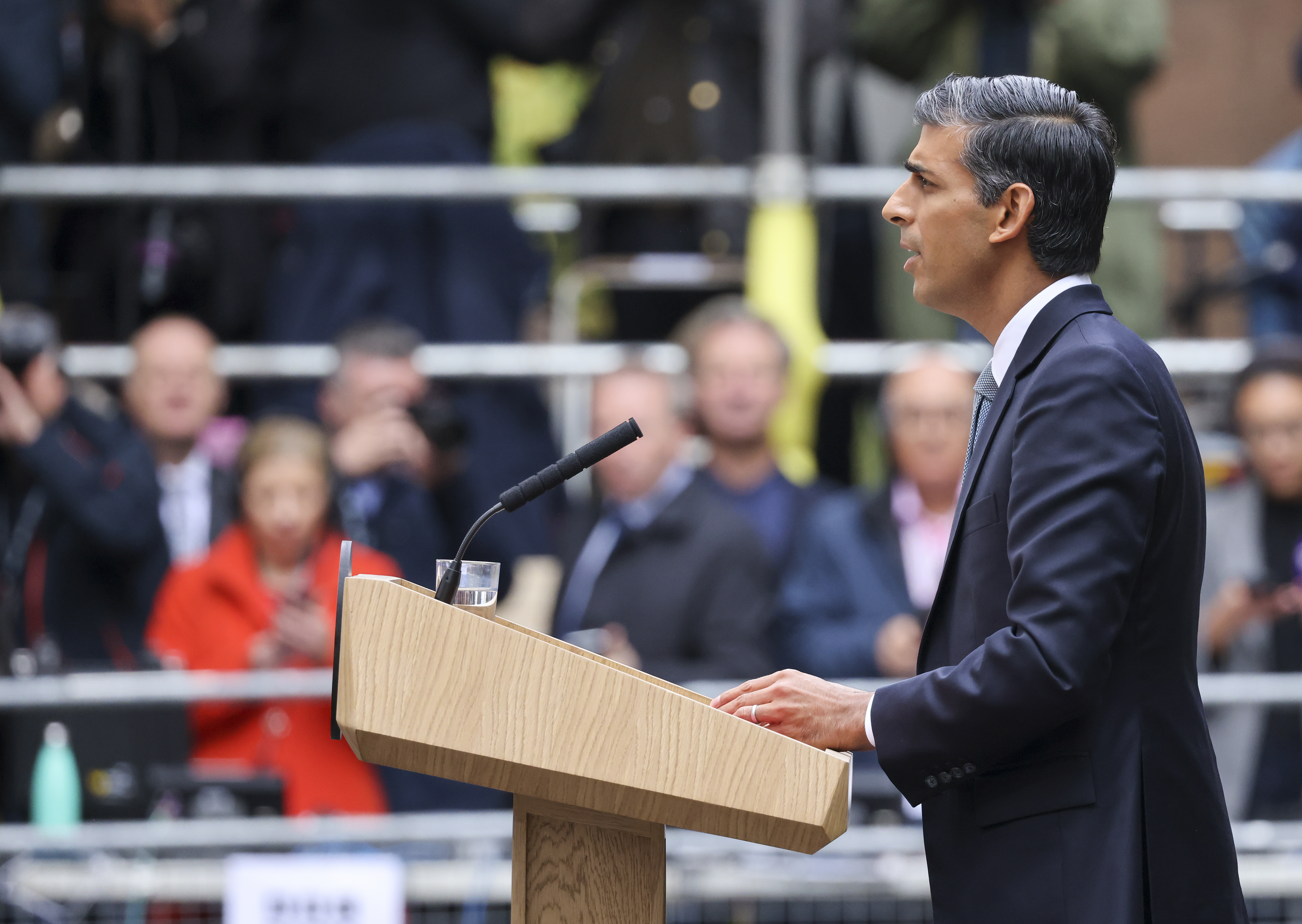
Sunak em seu primeiro discurso como primeiro-ministro, em 25 de outubro de 2022

Após a renúncia de Liz Truss em 20 de outubro de 2022, Sunak se consagrou como líder do Partido Conservador, em 24 de outubro de 2022. Foi eleito internamente pelo Partido Conservador, após renúncia de Penny Mordaunt da disputa. Em 22 de outubro, foi relatado que Sunak tinha o número necessário de apoiadores — 100 membros da Câmara dos Comuns — para concorrer à votação em 24 de outubro. Tobias Ellwood escreveu que estava "honrado por ser o 100.º deputado conservador a apoiar #Ready4Rishi". Isso ocorreu apesar do fato de Sunak não ter entrado oficialmente na corrida em 22 de outubro. O número total passou oficialmente de 100 na tarde de 22 de outubro, segundo o The Guardian.
Sunak foi apoiado por vários membros do gabinete e membros proeminentes do partido, como David Frost, Kemi Badenoch, Sajid Javid, Tom Tugendhat e Dominic Raab.

## Primeiro-ministro
Sunak foi nomeado primeiro-ministro do Reino Unido pelo rei Carlos III em 25 de outubro de 2022, fazendo dele o primeiro ocupante do cargo a ser asiático britânico, bem como o primeiro a professar uma fé diferente do cristianismo. Ele é o primeiro-ministro mais jovem desde Robert Jenkinson, 2.º Conde de Liverpool em 1812.

## Vida pessoal

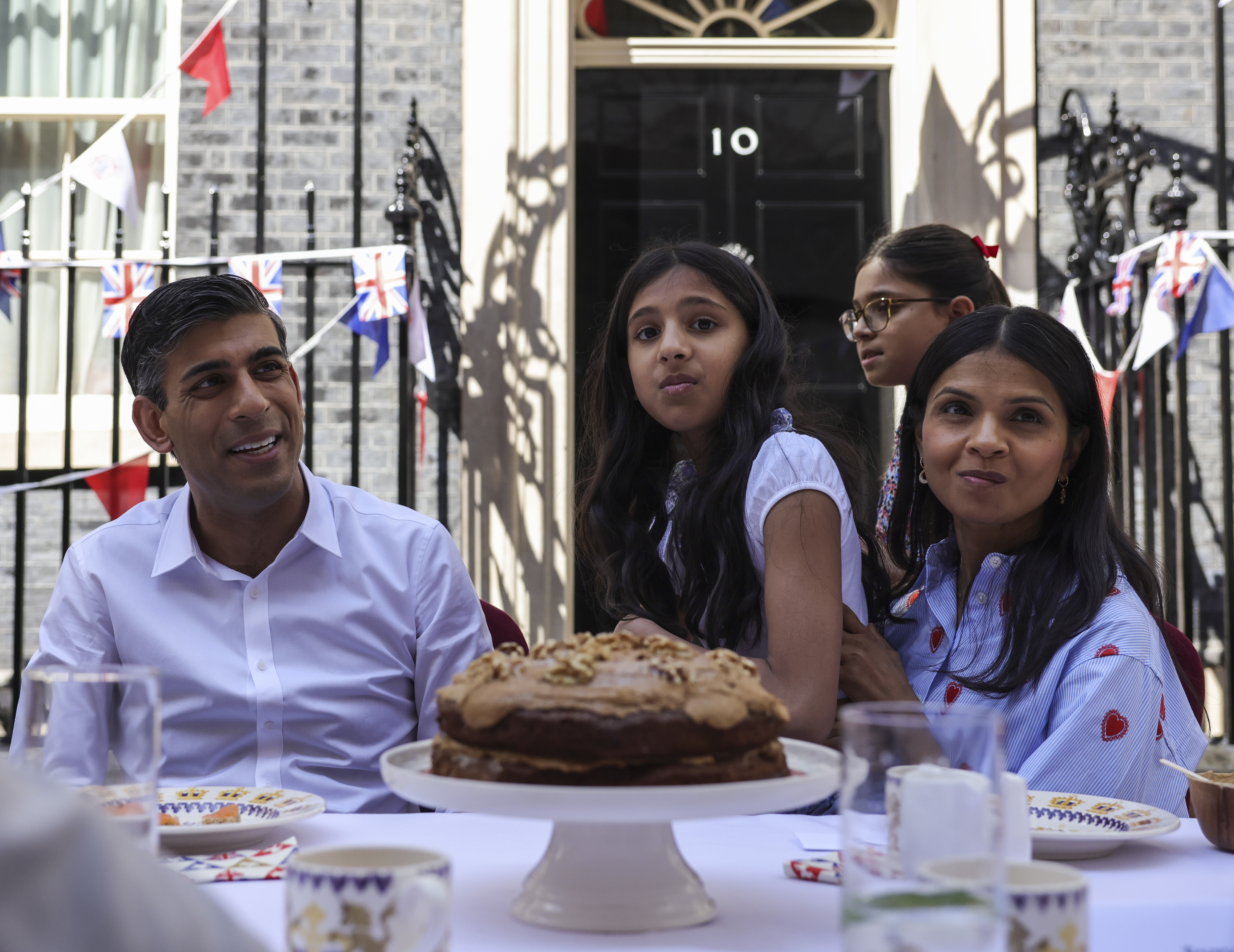
Sunak e família

Sunak é um hindu. Seu nome em hindi é ऋषि सुनक (Ṛṣi Sunaka), e em punjabi (Gurumukhi) ਰਿਸ਼ੀ ਸੁਨਕ (Riśī Sunaka). Ele fez seu juramento como deputado na Câmara dos Comuns no Bhagavad Gita. Em agosto de 2009, casou-se com Akshata Murty, filha de N. R. Narayana Murthy, fundador da empresa de tecnologia Infosys na qual Akshata Murty possui uma participação, tornando-a uma das mulheres mais ricas da Grã-Bretanha. Em 2022, Sunak e sua esposa foram vistos celebrando o festival hindu de Krishna Janmashtami e adorando uma vaca no templo Bhaktivedanta Manor em Hertfordshire.
Sunak e Murty se conheceram enquanto estudavam na Universidade de Stanford nos EUA; eles têm duas filhas, Krishna (nascida em 2011) e Anoushka (nascida em 2013). Murty é diretora da empresa de investimentos de seu pai, Catamaran Ventures. Eles possuem Kirby Sigston Manor na vila de Kirby Sigston, North Yorkshire, bem como uma casa em Earl's Court, no centro de Londres, um apartamento na Old Brompton Road, South Kensington, e um apartamento de cobertura na Ocean Avenue em Santa Monica. Califórnia. Sunak é abstêmio. Ele afirmou que é viciado em Coca-Cola e agora tem sete obturações dentárias devido ao consumo excessivo quando era mais jovem. Ele foi anteriormente um governador da East London Science School. Sunak tem uma labrador chamada Nova e é um entusiasta de críquete, tênis e corridas de cavalos. Após o assassinato de George Floyd, Sunak se manifestou contra o racismo que enfrentou em sua vida e como sua família lutou enquanto imigrava para a Grã-Bretanha na década de 1960.
Sunak é um amigo próximo do editor político do The Spectator, James Forsyth, que ele conhece desde os tempos de escola. Sunak foi o padrinho do casamento de Forsyth com a jornalista Allegra Stratton, e eles são padrinhos dos filhos um do outro. Em abril de 2022, foi relatado que Sunak e Murty haviam se mudado da 11 Downing Street para uma casa recém-reformada no oeste de Londres.